# Sternaspis elegans
Sternaspis elegans är en ringmaskart. Sternaspis elegans ingår i släktet Sternaspis och familjen Sternaspidae. Inga underarter finns listade i Catalogue of Life.